# 前677年
| 千纪： | 前1千纪 |
| 世纪： | 前8世纪 \| 前7世纪 \| 前6世纪 |
| 年代： | 前700年代 \| 前690年代 \| 前680年代 \| 前670年代 \| 前660年代 \| 前650年代 \| 前640年代                                                                                           |
| 年份： | 前682年 \| 前681年 \| 前680年 \| 前679年 \| 前678年 \| 前677年 \| 前676年 \| 前675年 \| 前674年 \| 前673年 \| 前672年                                                             |
| 纪年： | 周僖王五年 魯莊公十七年 齊桓公九年 晉武公三十九年 郑厉公后三年 宋桓公五年 楚文王十三年 衛惠公二十三年 秦德公元年 陳宣公十六年 蔡哀侯十八年 燕庄公十四年 曹庄公二十五年 杞共公四年 |

## 大事记
- 周僖王驾崩，周惠王即位。
- 晉武公姬稱代逝世，其子姬佹諸立，是為晉獻公。

## 逝世
- 晉武公姬稱代
- 周僖王